# علندى عالية
العلندى العالية أو الفدر العالي أو العلندة أو القعود العالي (باللاتينية: Ephedra altissima) نوع نباتي من جنس العلندى يتبع الفصيلة العلندية.

## الموئل والانتشار
موطنها المغرب العربي.

## مرادفات للاسم العلمي
- (باللاتينية: Chaetocladus altissima (Desf.) J. Nelson)
- (باللاتينية: Ephedra wettsteinii Buxb.)